# (33596) Taesoolee
1999 JM49 (asteroide 33596) é um asteroide da cintura principal. Possui uma excentricidade de 0.02416180 e uma inclinação de 1.81470º.
Este asteroide foi descoberto no dia 10 de maio de 1999 por LINEAR em Socorro.